# 四環素轉錄調控系統

四環素轉錄調控系統的應用實例之一：利用Tet-On系統調節siRNA（小干擾RNA）的表達，以達到定時敲低（knock-down）基因表達等目的

四環素轉錄調控系統（Tetracycline-Controlled Transcriptional Activation）是一種能夠定時調控（開啓或關閉）特定基因表達的轉錄調控系統。該系統由一個順式作用元件和一個活性受四環素調控的特殊轉錄調控蛋白（反式作用因子）構成。當四環素或多西環素（Doxy）等四環素衍生物存在時，處於該系統調控下的基因表達會開啓或關閉。四環素轉錄調控系統基於革蘭氏陰性菌四環素抗性基因表達調控系統。四環素轉錄調控系統中，轉錄調控蛋白即是通過原核生物的TetA或TetR蛋白與病毒的轉錄激活蛋白結構域融合產生，而與之配對的順式作用原件則是以細菌的四環素抗性基因操縱子爲基礎構建的。四環素轉錄調控系統分爲兩種類型：Tet-On系統和Tet-Off系統。在Tet-On系統中，有四環素類化合物存在時，對應的基因表達會打開。而在Tet-Off系統中，有四環素類化合物存在時，對應基因的表達會關閉。